# Interculturismo
Interculturismo ou interculturalidade é a defesa do diálogo entre as culturas com o objectivo de fazer ver às pessoas identificadas com uma das culturas o outro lado do bem ou mal conforme o costume a ser discutido, aceitando assim a maneira como esta valoriza uma dada regra ou religião. A interculturalidade não defende que a sua cultura é melhor do que as outras ensinam; antes ensina a pesquisar ou procurar entender os costumes e a maneira de pensar da mesma, sem assim termos de mudar a nossa e sem a desvalorizar. 